# West Frankfort (Illinois)
West Frankfort je grad u američkoj saveznoj državi Ilinois. Prema popisu stanovništva iz 2010. u njemu je živjelo 8.182 stanovnika.